# Pravokotnik
Pravokótnik je lik v ravninski geometriji, štirikotnik s štirimi enakimi koti - pravimi koti med stranicami.

## Splošne značilnosti
Iz te definicije sledi, da sta para stranic vzporedna, torej je pravokotnik posebna oblika paralelograma. Posebna oblika pravokotnika je kvadrat, kjer so vse stranice enake dolžine.
Velikost daljše stranice pravokotnika je dolžina (po navadi jo označujemo s črko a), krajše pa širina (to po navadi označujemo s črko b). 

## Ploščina
Ploščina pravokotnika je zmnožek dolžine in širine, podana z:
{\displaystyle p=ab\!\,.}

## Druge značilnosti
Diagonali pravokotnika se razpolavljata in sta enake dolžine. Njuno dolžino lahko izračunamo z uporabo Pitagorovega izreka:
{\displaystyle {\sqrt {a^{2}+b^{2}}}=d\!\,,}
kjer je d diagonala, a in b pa stranici pravokotnika.
Diagonali med seboj nista pravokotni, zato pravokotnik ni ortodiagonalni štirikotnik (razen njegove posebne oblike, kvadrata, pri katerem diagonali sta pravokotni).